# Чічжі-Шічжухоу
Чічжі-Шічжухоу (кит.: 持至尸逐侯; 150 — 195) — шаньюй південних хунну в 188—195 роках.

## Життєпис
Син шаньюя Цянцюя. При народженні отримав ім'я Юйфуло. 179 року батько призначив його західним тукі-ваном. 184 року очолив військо для допомоги ханському уряду у придушенні повстання жовтих пов'язок.
188 року після повалення батька кланом Сючуге оголошений новим шаньюєм під ім'ям Чічжі-Шічжухоу. Але західні області оголосили шаньюєм східного тукі-вана Сюйбухоу. Спроба отримати допомогу від імператорського уряду виявилася марною, оскільки там почалася боротьба за владу.
189 року після смерті Сюйбу шаньюй зміг відновити єдність держави. Послаблення імперії сприяло фактичному здобуттю самостійності південними хунну. В наступні роки скористався розгардіяшем в Китаї для здійснення туди грабіжницьких походів. Але зрештою зазнав низки поразок від Цао Цао, що послабило владу шаньюя.
За цим переніс ставку до Пін'ян поблизу річки Фен. Держава південних сюнну фактично розпалася на ворожі клани. Помер Чічжі-Шічжухоу 195 року. Йому спадкував брат Хучуцюань.